# Pallacanestro Olimpia Milano 1961-1962
Questa voce raccoglie le informazioni riguardanti la Pallacanestro Olimpia Milano, sponsorizzata Simmenthal, nelle competizioni ufficiali della stagione 1961-1962.

## Verdetti stagionali
- Elette FIP 1961-1962:

stagione regolare: 1ª classificata su 12 squadre (19 partite vinte su 22) a pari punti con Varese
spareggio: vincente contro Ignis Varese Campione d'Italia (14º titolo)

## Stagione
L'Olimpia, sponsorizzata Simmenthal e guidata da Cesare Rubuni termina il Campionato a pari punti con la Ignis Varese, si rende così necessario uno spareggio che si tiene a Bologna e che vede i milanesi vincere per 68 a 61 conquistando così il titolo.

## Area tecnica
- Allenatore:  Cesare Rubini

## Roster
- Gianfranco Pieri
- Sandro Riminucci
- Paolo Vittori
- Gianfranco Sardagna
- Claudio Velluti
- Sandro Gamba [3]
- Giandomenico Ongaro
- Cesare Volpato
- Marco Binda
- L.Ongaro
- Vescovo